# Альбертозавр
Альбертозавр (Albertosaurus) — рід тероподів з родини тиранозавроїди. Існував у західній частині Північної Америки під час пізнього крейдяного періоду, понад 70 млн років тому. Ареал типового виду Albertosaurus sarcophagus був обмежений областю сучасної канадської провінції Альберти, звідси й походить його назва.
Як і всі тиранозавроїди, альбертозавр був двоногим хижаком з крихітними двопалими передніми лапами й масивною головою з десятками великих гострих зубів. Вважається, що A. sarcophagus був домінуючим хижаком у своєму середовищі проживання. Бувши відносно великим для тероподів, за розмірами він значно поступався своєму відомішому родичу тиранозавру — середня маса особин A. sarcophagus була менш ніж дві тонни.
Вивчення виду ведеться з 1884 р., всього було виявлено рештки понад 30 особин, що дозволило вченим вивчити анатомію A. sarcophagus краще за інших представників родини. Відкриття 20 особин різного віку на одній ділянці (що може бути свідченням зграйної поведінки) дозволяє досліджувати онтогенез і популяційну біологію A. sarcophagus, на відміну від більшості інших динозаврів.

## Етимологія назви
Назву цьому виду динозаврів дав відомий американський геолог, євгенік і палеонтолог Генрі Осборн в 1905 р. в односторінковому коментарі наприкінці свого опису Tyrannosaurus rex. Назва «альбертозавр» походить від назви канадської провінції Альберта, на території якої вперше було знайдено кістки. Родова назва також містить грецьке слово σαῦρος (saurus) — ящір. Назва типового виду «sarcophagus» означає «хижак», «м'ясоїдний» і має те ж походження, що і слово «саркофаг» (від давньогрецького σάρξ (sarx) — плоть і φαγεῖν (phagein) — їсти). Науці відомо понад 30 скелетів цього динозавра різного віку.

## Опис

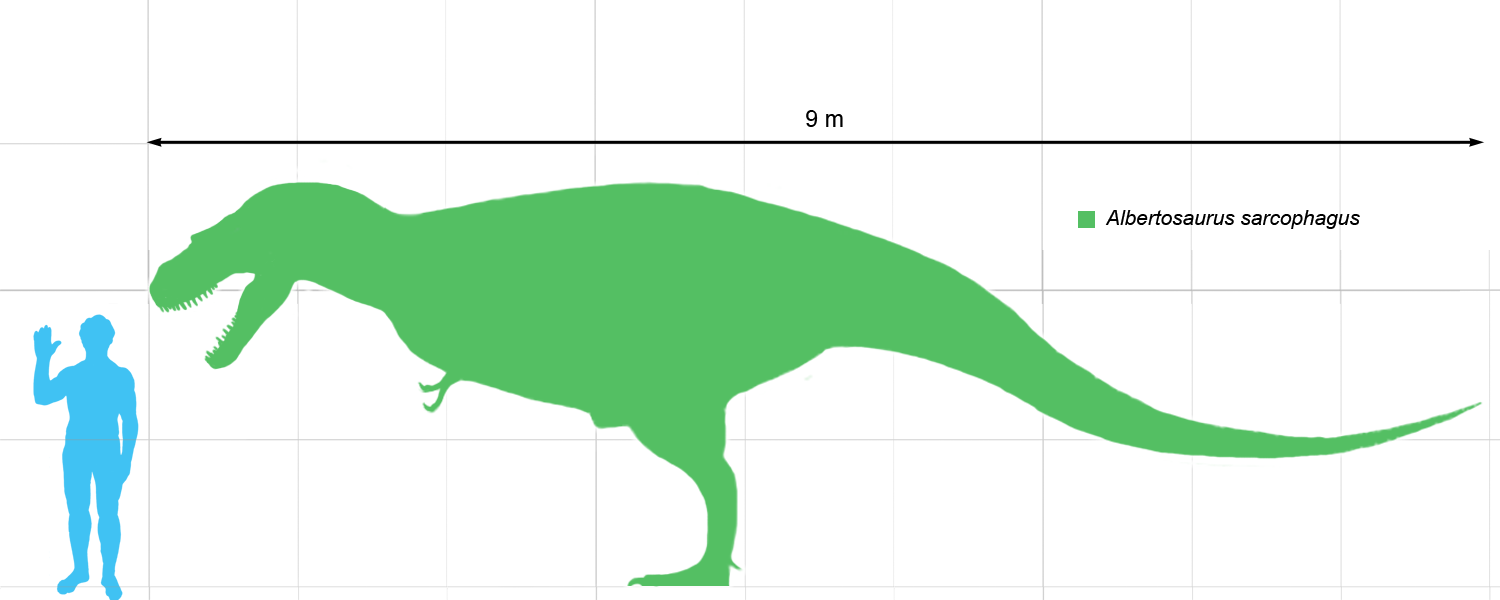
Albertosaurus sarcophagus у порівнянні з людиною

За розміром альбертозавр був меншим від інших тиранозавроїдів, наприклад, тарбозавра і тиранозавра. Типова доросла особина досягала 9 м в довжину, деякі старі особини могли перевищувати 10 м. Маса дорослих альбертозаврів, обчислена на основі викопних решток різними методами, дорівнювала від 1,2—1,7 тонни.
Масивний череп альбертозавра, що сягав 1 м в довжину, підтримувала коротка S-подібна шия. Широкі отвори в черепі (вікна) знижували вагу голови, а також надавали місце для щелепних м'язів та сенсорних органів. Довгі щелепи альбертозавра містили понад 60 довгих, схожих на банани зубів, більші тиранозавроїди мали меншу кількість зубів. На відміну від більшості інших тероподів, альбертозаври та інші тиранозавроїди були гетеродонтами, тобто мали різні види зубів, залежно від їхнього розташування в роті. Зуби, які перебували на різцевій кістці, були менші за інші, стояли тісніше і мали D-подібну форму в перетині. Над очима були короткі кістяні гребені, які за життя могли бути яскравого кольору і використовуватися при приваблюванні партнера.
Всі тиранозавроїди, в тому числі альбертозавр, мають подібну будову тіла. Як більшість тероподів, альбертозавр був біпедальним і врівноважував важку голову і корпус дуже довгим хвостом. Передні кінцівки Тиранозавроїдів були надзвичайно маленьких розмірів і зберегли тільки два кігті. Задні кінцівки були довгими й закінчувалися чотирма пальцями з потужними кігтями. Короткий перший палець задньої кінцівки не брав участі у пересуванні, тільки три інших стикалися з землею, третій (середній) був більший, ніж інші. Вважається, що альбертозавр міг розвивати швидкість від 14 до 21 км/год.

## Палеобіологія

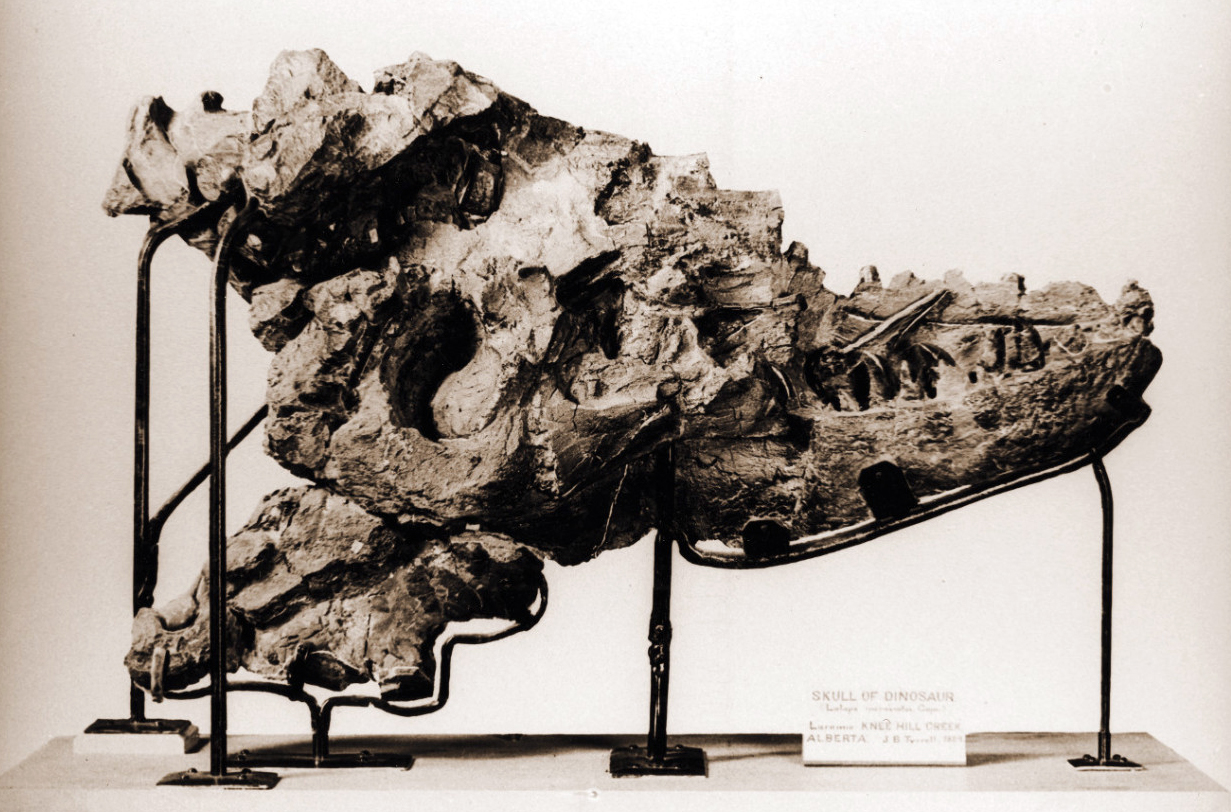
Череп типового екземпляра альбертозавра

### Життєвий цикл
Більшість знайдених зразків альбертозавра на момент смерті були у віці 14 років або старше. Молодняк рідко зберігається з кількох причин, в першу чергу через те, що менші кістки молодих тварин з меншою ймовірністю збережуться при скам'янінні, ніж більші кістки дорослих, а також перевага колекціонування, коли менші скам'янілості з меншою ймовірністю будуть помічені колекціонерами в польових умовах. Молоді альбертозаври відносно великі, як для молодих тварин, але їхні рештки все ще рідко зустрічаються у викопних рештках у порівнянні з дорослими екземплярами. Існує припущення, що це явище є наслідком життєвого циклу, а не упередженості, і що скам'янілості молодих альбертозаврів рідкісні, тому що вони просто не вмирали так часто, як дорослі.
Гіпотеза життєвого циклу альбертозавра допускає, що дитинчата гинули у великій кількості, але не збереглися у скам'янілостях через малий розмір і крихку будову. Вже через два роки молодняк був більшим за будь-якого іншого хижака в регіоні, окрім дорослого альбертозавра, і більш прудконогим, ніж більшість його жертв. Це призвело до різкого зменшення їхньої смертності та відповідної рідкісності викопних решток. Рівень їхньої смертності подвоювався у 12-річному віці, що, можливо, було результатом фізіологічних потреб фази швидкого росту, а потім подвоювався знову з настанням статевої зрілості у віці від 14 до 16 років. Цей підвищений рівень смертності зберігався протягом усього дорослого життя, можливо, через високі фізіологічні навантаження, включаючи стрес і травми, отримані під час внутрішньовидової конкуренції за партнерів і ресурси, а також, зрештою, через постійно зростаючі впливи старіння.
Високий рівень дитячої смертності, за яким слідує зниження смертності серед молодих особин і раптове зростання смертності після досягнення статевої зрілості, при якому лише невелика частка тварин досягає максимального розміру, — така динаміка спостерігається у багатьох сучасних великих ссавців, у тому числі слонів, африканських буйволів і носорогів. Така ж тенденція спостерігається і в інших тиранозавроїдів.
Порівняння з сучасними тваринами та іншими тиранозаврами підтверджує гіпотезу життєвого циклу, але упередженість збереження скам'янілостей все ще може відігравати велику роль, особливо з огляду на те, що понад дві третини усіх зразків альбертозаврів відомі з одного й того ж місцезнаходження.

## Палеоекологія

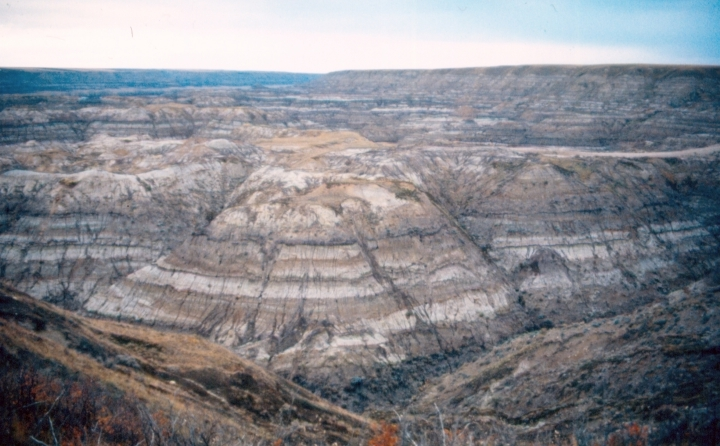
Геологічна формація Хорсшу є частиною однойменного каньйону, розташованого в канадській провінції Альберта

Усі ідентифіковані скам'янілості Albertosaurus sarcophagus було виявлено в формації каньйону Хорсшу. Ця геологічна формація належить до Маастрихтського ярусу крейдяного періоду, віком 70—73 млн років. Безпосередньо нижче цієї формації знаходяться сланці морської формації БІРПІ, яка є частиною більшої морської формації Сіуей. Наприкінці крейдяного періоду море відступало, клімат ставав холоднішим, рівень моря знижувався, оголюючи землю, яка раніше перебувала під водою. Цей процес, проте, не був гладким: через сильні бурі на морі частина суші в районі каньйону Хорсшу частково затоплялося, але врешті-решт море все-таки відступило. Через те, що рівень моря постійно змінювався у формації Хорсшу було багато прибережних лагун, боліт і мулистих осушок. Численні вугільні пласти представляють стародавні торфові болота. Як і у випадку більшості інших хребетних у цій формації, Рештки альбертозавра було знайдено у відкладеннях доісторичних дельт і заплав великих річок.
Доісторична фауна формації Хорсшу добре відома, оскільки скам'янілості хребетних, включаючи динозаврів, присутні тут у масових кількостях. Фауну риб становили акули, скати, осетри, мулові риби, панцироподібні та аспідохіноморф. Фауна ссавців була представлена багатогорбкозубими та сумчастими, як-от дідельфодон. У морських відкладеннях було виявлено плезіозаврів, леуроспонділ, а у відкладеннях прісноводного середовища були знайдені черепахи, хампсозаври і крокодили, такі як лейдіозух і стангерохампс. Домінуючими представниками фауни були динозаври, особливо поширені були гадрозаври, які становлять половину всіх знайдених тут динозаврів, до них належали едмонтозавр, завролоф і гіпакрозавр. Цератопси і орнітоміміди також були дуже поширені, складаючи третину знайдених тут динозаврів. Набагато рідше зустрічаються анкілозаври і пахіцефалозаври, ці травоїдні динозаври були здобиччю для безлічі м'ясоїдних тероподів, таких як троодонтиди, дромеозавриди і кенагнатиди. Дорослі альбертозаври були домінуючими хижаками в цьому середовищі й перебували на вершині харчової піраміди, а проміжні ніші між дрібними тероподами й дорослими альбертозаврами, можливо, займали юні альбертозаври.